# Shawn Southwick
Shawn Southwick, le 5 novembre 1959 à Los Angeles, est une actrice et mannequin américaine.

## Biographie
Elle est née en 1959, son nom Shawn Oro Engemann. Le 24 octobre 1980, elle se marie avec Daniel Southwick, ils divorcent, ils ont un enfant.
Le 5 septembre 1997, elle se marie avec Larry King, ils ont deux enfants. 

## Filmographie
- 1973 : Butch Cassidy série télévisée
- 1982 : K 2000 série télévisée
- 1984 : Mike Hammer série télévisée
- 1984 : Cover Up série télévisée
- 1984 : Remington Steele série télévisée
- 1984 : Hardcastle and McCormick série télévisée
- 1984 : Monaco Forever
- 1985 : L'Agence tous risques (The A-Team) série télévisée
- 1985 : Riptide série télévisée
- 1985 : George Burns Comedy Week série télévisée
- 1986 : Benson série télévisée
- 1986 : Simon & Simon série télévisée
- 1987 : What a Country série télévisée
- 1987 : It's Garry Shandling's Show. série télévisée
- 1988 : Who's the Boss? série télévisée
- 1990 : Empty Nest série télévisée
- 1997 : Bombshell
- 2011 : All Kids Count
- 2015 : Christmas Eve
- 2017 : Lundon's Bridge and the Three Keys